# LAPTM4A
LAPTM4A‏ (Lysosomal protein transmembrane 4 alpha) هوَ بروتين يُشَفر بواسطة جين LAPTM4A في الإنسان.